# Chendo
Miguel Porlán Noguera, plus communément appelé Chendo, né le 12 octobre 1961 à Totana (Espagne), est un footballeur espagnol qui évoluait au poste d'arrière droit au Real Madrid et en équipe d'Espagne.

## Carrière
- 1979-1998 : Real Madrid [1]

## Palmarès

### En équipe nationale
- 26 sélections et 0 but avec l'équipe d'Espagne entre 1986 et 1990.

### Avec le Real Madrid
- Vainqueur de la Ligue des champions de l'UEFA en 1998.
- Vainqueur de la Coupe UEFA en 1985 et 1986.
- Vainqueur du Championnat d'Espagne de football en 1986, 1987, 1988, 1989, 1990, 1995 et 1997.
- Vainqueur de la Coupe d'Espagne de football en 1989 et 1993.
- Vainqueur de la Coupe de la ligue d'Espagne en 1985.
- Vainqueur de la Supercoupe d'Espagne en 1988, 1989, 1990, 1993 et 1997.